# NGC 2653
NGC 2653 је двојна звезда у сазвежђу Жирафа која се налази на NGC листи објеката дубоког неба.
Деклинација објекта је + 78° 23' 39" а ректасцензија 8h 54m 55,5s. Привидна величина (магнитуда) објекта NGC 2653 износи 10,9.